# Friedrich Adolph Roemer

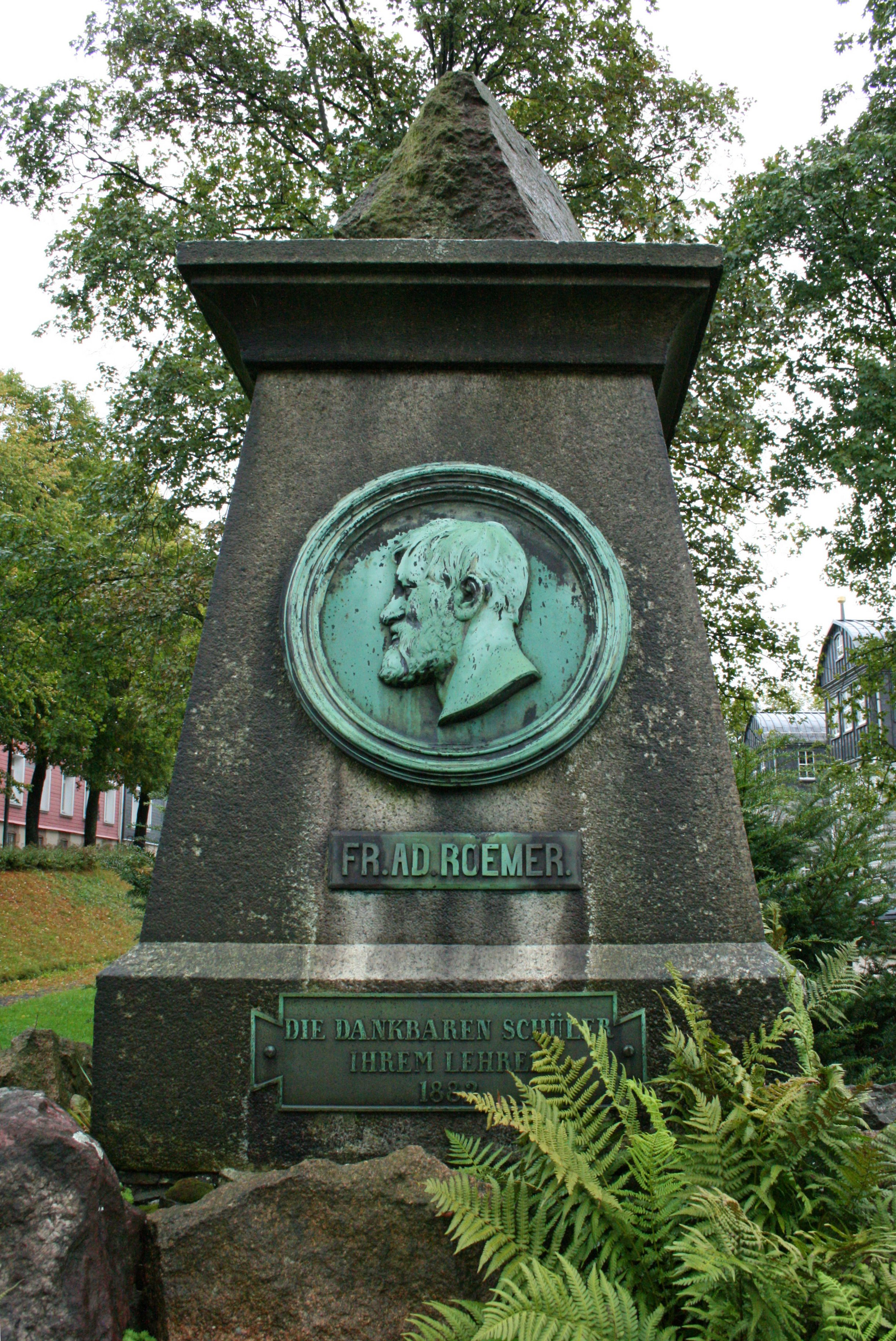
Denkmal Friedrich Adolph Roemers

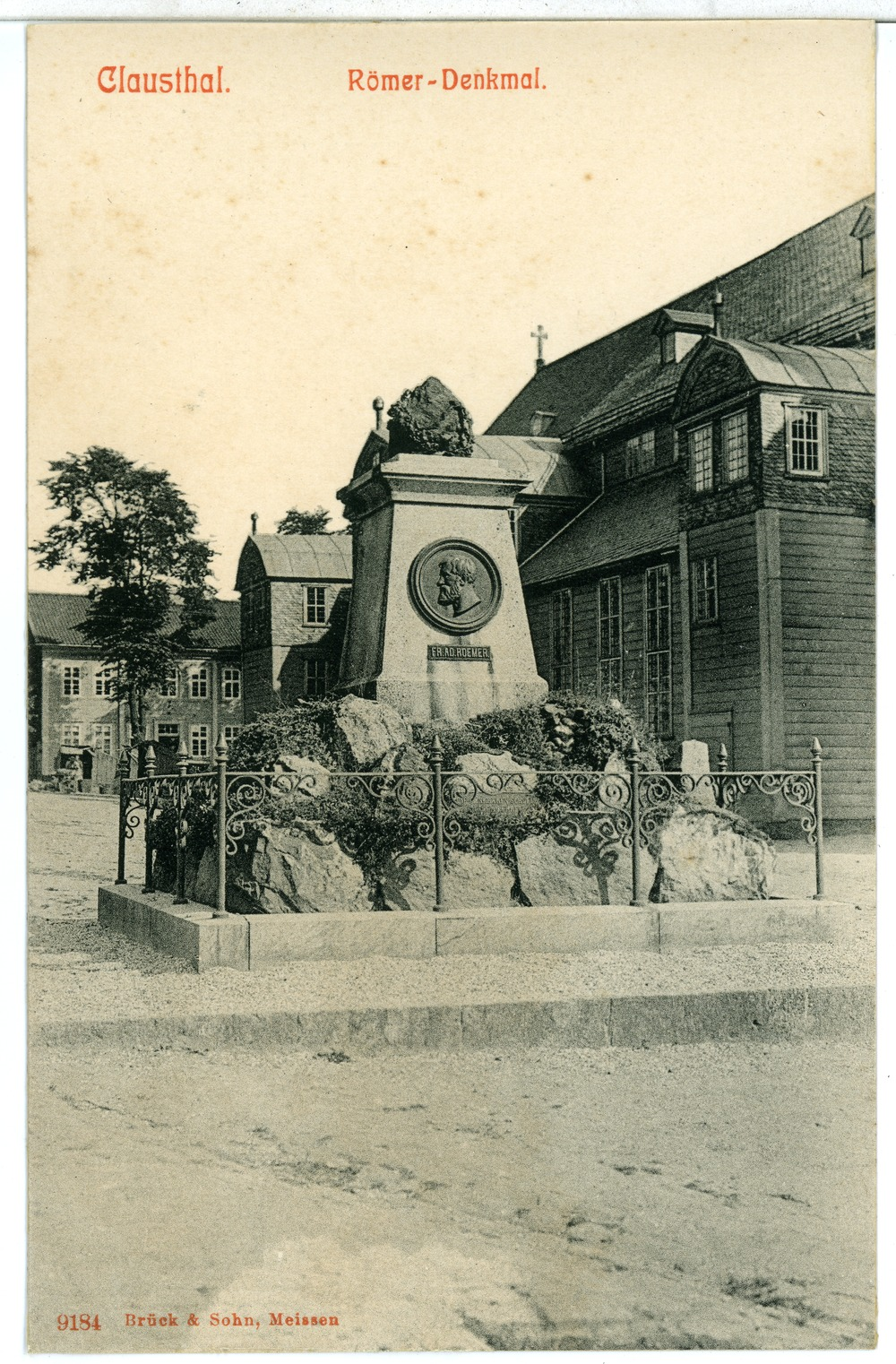
Römerdenkmal (1907)

Friedrich Adolph Roemer (* 14. April 1809 in Hildesheim; † 25. November 1869 in Clausthal) war ein deutscher Geologe, Botaniker und Jurist. Er leitete als Bergrat die Bergschule Clausthal und wandelte sie in die Bergakademie Clausthal um, die später zur Technischen Universität Clausthal wurde.
Sein botanisches Autorenkürzel lautet „A.Roem.“.

## Leben
Adolph Roemer war der älteste Sohn des Justiz- und Tribunalrats Christian Friedrich Römer und seiner Frau Charlotte Lünzel. Er hatte sieben jüngere Geschwister, darunter die Brüder Hermann Roemer und Ferdinand von Roemer. Als er elf Jahre alt war, starb sein Vater. Seine Mutter lebte mit ihren Kindern anschließend in bescheidenen wirtschaftlichen Verhältnissen. Sie schaffte es jedoch, dreien ihrer vier Söhne einen Besuch der Universität zu ermöglichen. Zuvor besuchte Adolph das Gymnasium Andreanum in Hildesheim. 1828 ging er an die Universität Göttingen, um Rechtswissenschaft zu studieren. Außerdem schrieb er sich für Naturwissenschaften ein und studierte bei Friedrich Gottlieb Bartling Botanik. Anschließend studierte Roemer an der Universität Berlin. Im November 1831 ging er als Amts-Auditor (Referendar) an das Amt Steuerwald-Marienburg, wo er nach dreijähriger Ausbildung und Staatsexamen zum Amts-Assessor ernannt wurde. Seine Aufgaben im Königlich Hannoverschen Staatsdienst umfassten unter anderem die Wahrnehmung königlicher Rechte, die Durchführung von Verordnungen im Polizei-, Kirchen- und Schulwesen und die Einnahme von indirekten Steuern.
Neben seinen beruflichen Tätigkeiten begann er, sich für Paläontologie zu interessieren und die jurassischen Schichtfolgen in der Umgebung Hildesheims zu untersuchen. Er stand im Austausch mit seinem Bruder Hermann, der in Göttingen unter anderem Geologie studierte, und mit dem Geologen Friedrich August von Quenstedt. Des Weiteren bildete er sich mit Werken weiter, die er in den Bibliotheken von Göttingen und Hannover auslieh. 1836 und 1839 publizierte er die Beschreibung des norddeutschen Jura und beschrieb dabei Hunderte neuer Fossilien. 1841 folgte eine Beschreibung der norddeutschen Kreideschichten, die auf der Beschreibung von mehr als 800 Fossilien beruhte. Er prägte dabei stratigraphische Begriffe wie Hilston oder Serpulit.
1840 wurde Roemer nach Bovenden versetzt. Von dort aus unternahm er erste Wanderungen in den Harz. Dazu wurde er vermutlich auch durch den 1840 erschienenen Bericht der beiden britischen Geologen Roderick Murchison und Adam Sedgwick, die verschiedene Mittelgebirge Europas stratigraphisch beschrieben hatten, angeregt. Aus seinen Aufzeichnungen ist erkennbar, dass er den gesamten nördlichen Vorharz von Seesen und Gandersheim bis nach Blankenburg und Halberstadt abwanderte, um die wichtigsten Aufschlüsse zu beschreiben und einzuordnen. 1843 beschrieb er in Die Versteinerungen des Harzgebirges die paläozonischen Einheiten des Harzes, zog aber verschiedene falsche Schlüsse, die von Fridolin Sandberger im Jahrbuch für Mineralogie 1845 kritisiert wurden. In späteren Publikationen berichtigte Roemer diese Fehler.
Während seiner Wanderungen durch den Harz knüpfte Roemer Kontakte nach Clausthal, wo die Königliche Berg- und Forstschule, die einzige montane Ausbildungsstätte des Königreichs, einen guten Ruf hatte. Aus dem gesamten Norddeutschen Raum und sogar aus England und den Niederlanden schickten Familien die Söhne, die führende Bergbauberufe ergreifen sollten, nach Clausthal in die Ausbildung. Roemer bat um seine Versetzung und wurde ab 1. April 1843 Amtsassessor am Bergamt in Clausthal. Ihm wurden die „Civil-Prozeßsachen“ in Altenau, Wildemann und Lautenthal übertragen. Außerdem hatte er Aufgaben eines Bürgermeisters in Wildemann und Lautenthal. Da sein Gehalt nicht ausreichte, um seine wissenschaftlichen Arbeiten zu finanzieren, übte Roemer zusätzlich Nebentätigkeiten aus.
Roemer wandte sich zuerst den Moosen und Algen der Umgebung zu, die er sammelte und bestimmte. Er stellte fest, welche Arten bis in welche Höhenlagen vorkamen und veröffentlichte 1845 Die Algen Deutschlands. Von 1843 bis 1850 veröffentlichte er außerdem etliche Mitteilungen im Neuen Jahrbuch der Mineralogie.
Ab Herbst 1846 begann Roemer, in den Fächern Mineralogie und Geognosie Vorlesungen an der Bergschule zu halten. Außerdem leitete er die Mineralogische Sammlung und baute sie zu einer wissenschaftlichen Einrichtung aus. Er erarbeitete sich schnell einen wissenschaftlichen Ruf. Unter seinen Schülern waren einige, die später Professoren für Geologie wurden. Einer von ihnen, Joseph Grailich, beschrieb ein bis dahin unbekanntes Eisensulfatmineral, das auf dessen Vorschlag hin Römerit genannt wurde. Von Montag bis Mittwoch übte er seine Amtsgeschäftstätigkeiten im Amtshaus und den Nachbarstädten aus und von Donnerstag bis Sonnabend unterrichtete er.
1847 reiste Roemer von Juli bis Oktober nach Frankreich und Italien, wo er unter anderem die französischen Kreidegebiete besuchte. 1849 wurde er auf seine Bitte hin von der Gerichtstätigkeit dispensiert, stattdessen wurde er eines von zwei Mitgliedern der Cassen- und Rechnungscommission am Berg- und Forstamt. Er übte weiterhin die Funktion des Bürgermeisters in Wildemann und Lautenthal aus. Ab 1851 gab er die Kommissionstätigkeit auf, seine Lehrverpflichtungen an der Bergschule wurden zahlreicher und umfassten nun auch Rechtsenzyklopädie und Bergrecht. 1852 trat eine neue Städte-Ordnung in Kraft, die dazu führte, dass Wildemann und Lautenthal ihre hauptamtlichen Bürgermeister verloren und Roemer sich ausschließlich seiner Lehr- und Forschungstätigkeit zuwenden konnte. 1853 starb der Leiter der Bergschule, Johann Christian Zimmermann, der von 1811 bis zu seinem Tod im Amt gewesen war. Roemer wurde vorübergehend die Leitung der Schule übertragen.

## Reformen
In die Clausthaler Gesellschaft fand er nur eingeschränkt Zugang, einerseits, weil er ihn wohl nicht intensiv gesucht hat, andererseits beschreibt Georg Müller die Strukturen als „dichten Bergbeamtenfilz“, in die Roemer einzudringen nur eine Chance gehabt hätte, wenn er eine deren Töchter geheiratet hätte. Freundschaften entwickelte Roemer zu den Familien Osthaus und Schuster, und in geringerem Maße auch zu Hermann Koch, dem Vater von Robert Koch, der Bergrat in Clausthal war.
1865 wurde der Ernst-August-Stollen, ein Wasserlösungsstollen nach 16-jähriger Bauzeit fertiggestellt. Dies bedeutete einen enormen Fortschritt für die Energiegewinnung und Entwässerungen der Gruben. Roemer war an den Vorbereitungen zur Einweihungsfeier beteiligt und war aus dienstlichen Gründen zur Befahrung des neuen Stollens am 3. August verpflichtet.
Friedrich Adolph Roemer verstarb 1869 im Alter von 60 Jahren an den Folgen einer Aszites, nachdem er bereits einige Jahre durch Gicht und Rheuma eingeschränkt war und deshalb 1867 um seine Pensionierung gebeten hatte. Er wurde auf dem Alten Friedhof von Clausthal-Zellerfeld begraben.

## Ehrungen und Mitgliedschaften
Friedrich Adolph Roemer war Mitglied der Gesellschaft Deutscher Naturforscher und Ärzte. 1864 wurde er zum korrespondierenden Mitglied der Göttinger Akademie der Wissenschaften gewählt.
- 1850 wurde er zum Ehrenmitglied des Nassauischen Vereins für Naturkunde ernannt.
- 1858 wurde das Mineral Römerit nach ihm benannt.[5]
- 1924 wurden Clausthal und Zellerfeld zu einer Stadt zusammengelegt, was dazu führte, dass einige Straßennamen doppelt vergeben waren. Die Goslarsche Straße in Clausthal wurde daher in "Adolph-Roemer-Straße" umbenannt.

## Schriften
- Die Versteinerungen des Norddeutschen Oolithen-Gebirges, Hahn, Hannover 1836, google books
- Die Versteinerungen des Norddeutschen Oolithen-Gebirges. Ein Nachtrag, Hahn, Hannover  1839, google books
- Die Versteinerungen des norddeutschen Kreidegebirges, 136 S., 16 Tafeln. Hahn, Hannover 1841. google books
- Die Versteinerungen des Harzgebirges, 60 S., 12 Tafeln. Hahn, Hannover 1843 google books
- Die Algen Deutschlands, Hahn, Hannover 1845 google books
- Die Polyparien des Norddeutschen Tertiär-Gebirges, Theodor Fischer, Cassel 1863 google books